# Microphotolepis
Microphotolepis is een geslacht van straalvinnige vissen uit de familie van gladkopvissen (Alepocephalidae).

## Soorten
- Microphotolepis multipunctata Sazonov & Parin, 1977
- Microphotolepis schmidti (Angel & Verrier, 1931)